# История почты и почтовых марок КНР
История почты и почтовых марок Китайской Народной Республики (КНР) ведёт свой отсчёт с момента образования КНР под руководством Мао Цзэдуна в 1949 году. В последующие годы в КНР было выпущено более тысячи серий почтовых марок, при этом используемый особый метод нумерации марок КНР за всю их историю менялся несколько раз.

## Развитие почты

### Предыстория
Несмотря на то что почта в Китае существует около 2,5 тысяч лет, современное общегосударственное почтовое обслуживание было введено только в 1878 году цинской династией.

### Основание почты КНР
Почта Китайской Народной Республики возникла с учреждением общей почтовой администрации в Пекине в 1949 году на основе почтовых отделений, которые работали в течение ряда лет в освобождённых районах. Развитие почты шло медленно: к 1949 году на каждые 370 км² приходилось только одно почтовое отделение. На территории некоторых освобождённых районов продолжали работать собственные почтовые службы. Большинству из них было приказано прекратить продажу местных выпусков почтовых марок к 30 июня 1950 года, тогда как Северный освобождённый район и почтово-телеграфная администрация Порт-Артура и Дальнего продолжали использование собственных марок (из-за разности валют) до конца 1950 года.

### Дальнейшее развитие

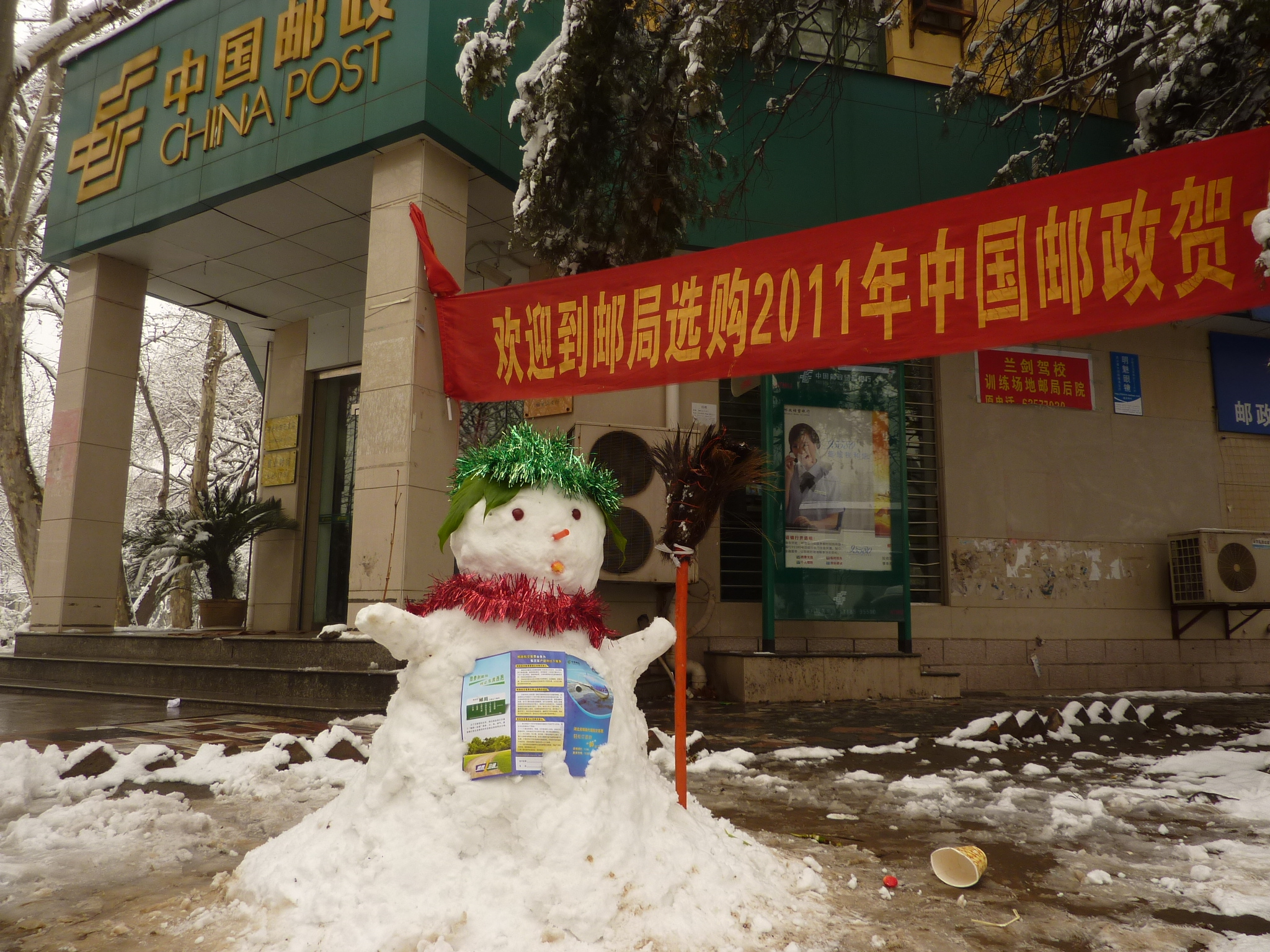
Почтовое отделение в Ухане

Почта быстро развивалась в 1950-е и 1960-е годы. К 1952 году основные почтовые сети сходились в столице, Пекине, была налажена почтовая связь со всеми крупными городами. Значительный прогресс в развитии почты был достигнут в рамках первого пятилетнего плана. Развивалась почтовая связь и в сельских районах. Помимо расширения сельских почтовых маршрутов, проблема доставки почты в местностях ниже уездного уровня была решена с помощью населения. Начиная с 1954 года в сельскохозяйственных кооперативах опробовалась система доставки почты сельскими почтальонами, а в 1956 году эта система была распространена на всю страну. К 1959 году национальная почтовая сеть была сформирована.
Почта находилась в ведении Министерства почт и телекоммуникаций (ныне Министерство промышленности и информатизации КНР). Оно было основано в 1949 году и воссоздано в 1973 году после двухлетнего перерыва, когда почтовые и телекоммуникационные функции были разделены, а министерство было понижено в статусе.
В 1984 году в Китае насчитывалось 53 тысячи почтовых отделений и телефонных станций, 5 миллионов километров почтовых маршрутов, в том числе 240 тысяч километров железнодорожных почтовых маршрутов, 624 тысячи километров автодорожных почтовых маршрутов и 230 тысяч километров воздушных почтовых маршрутов. К 1985 году почтовые отделения обрабатывали 4,7 млрд писем первого класса и 25 млрд газет и других периодических изданий. В 1987 году, после шестилетнего перерыва, было отдано распоряжение о введении шестизначных почтовых индексов.
В течение многих лет Китай не был членом Всемирного почтового союза (ВПС).

Почтовые ящики Китайской Народной Республики
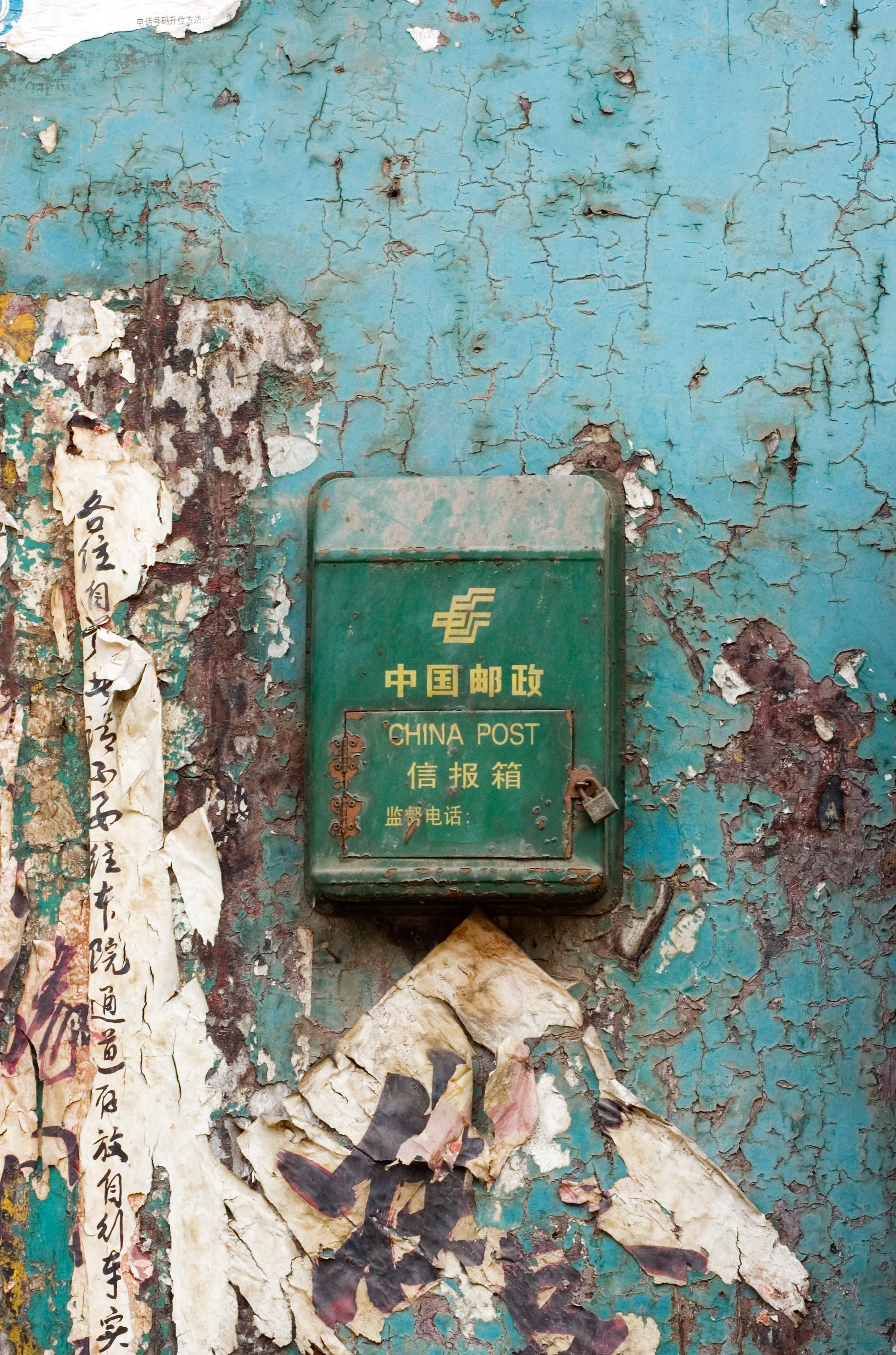
Пинъяо (провинция Шаньси)
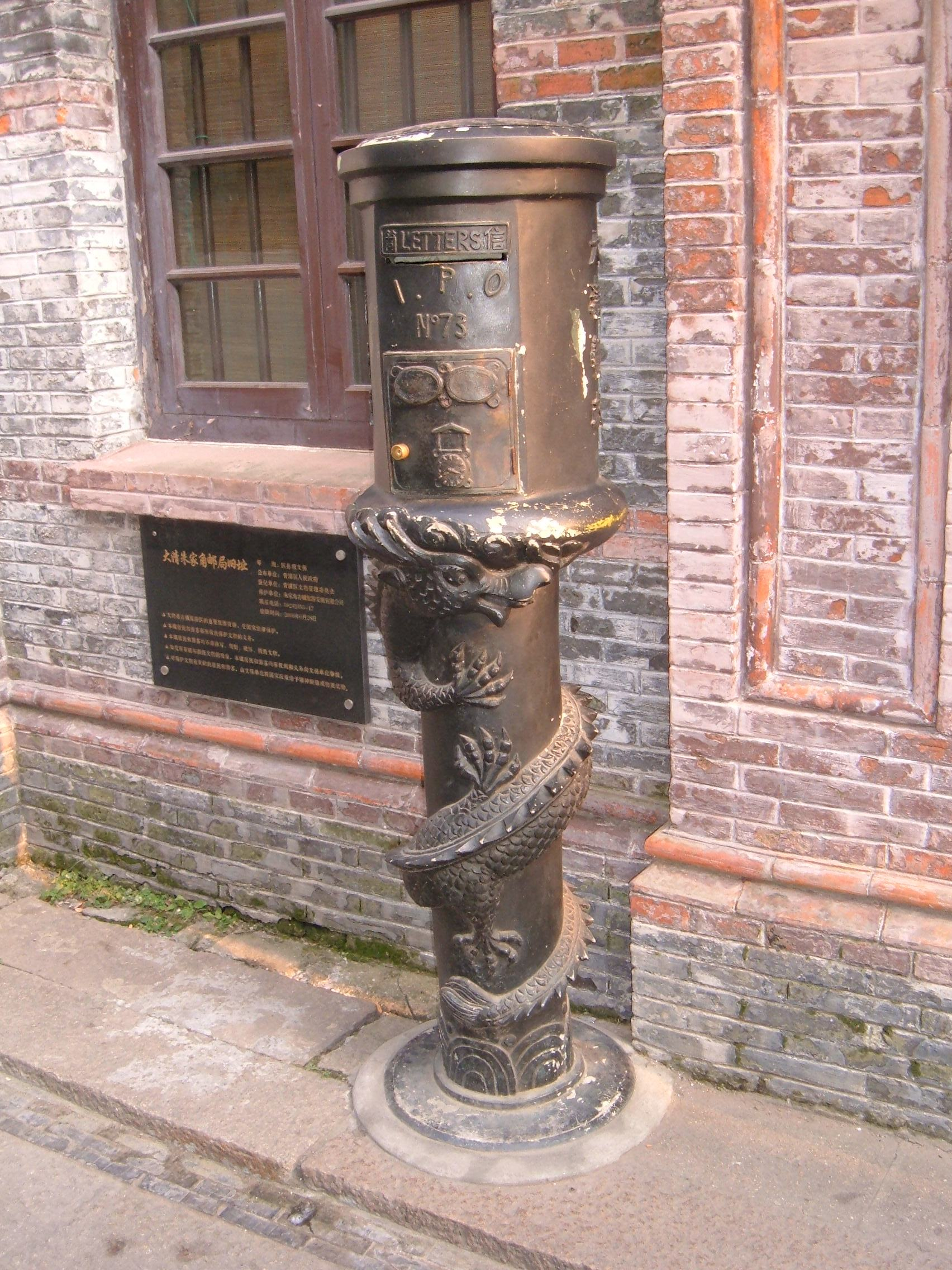
Чжуцзяцзяо (Шанхай)
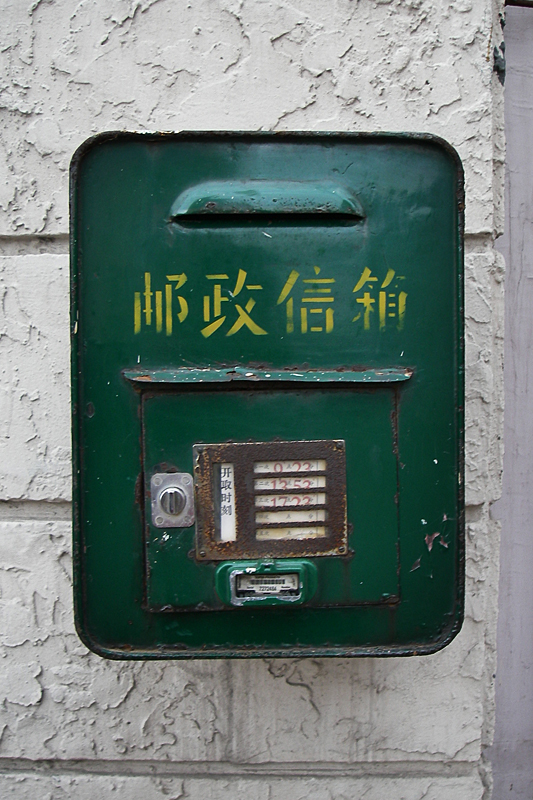
Шанхай
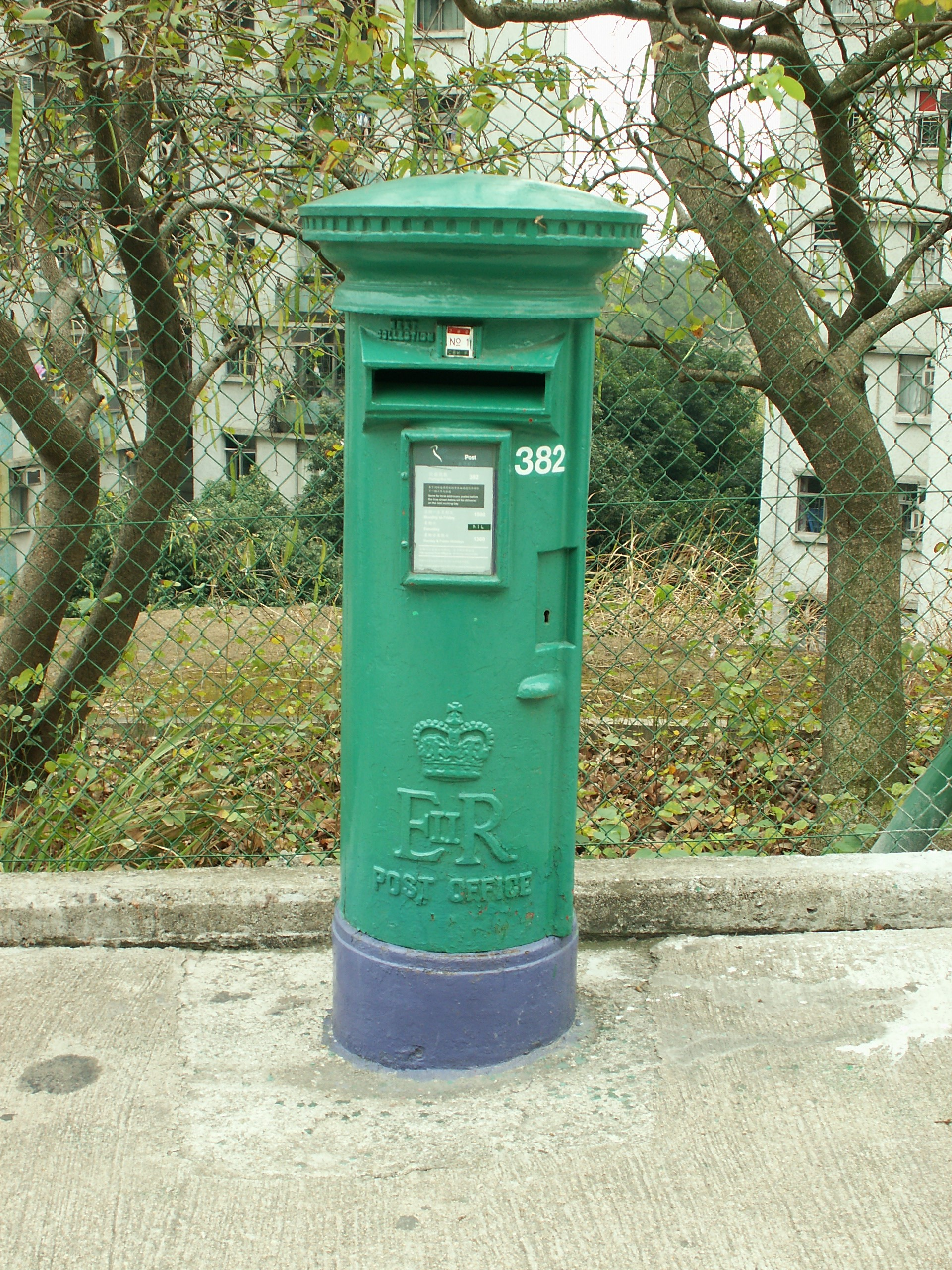
Гонконг (британский тип)
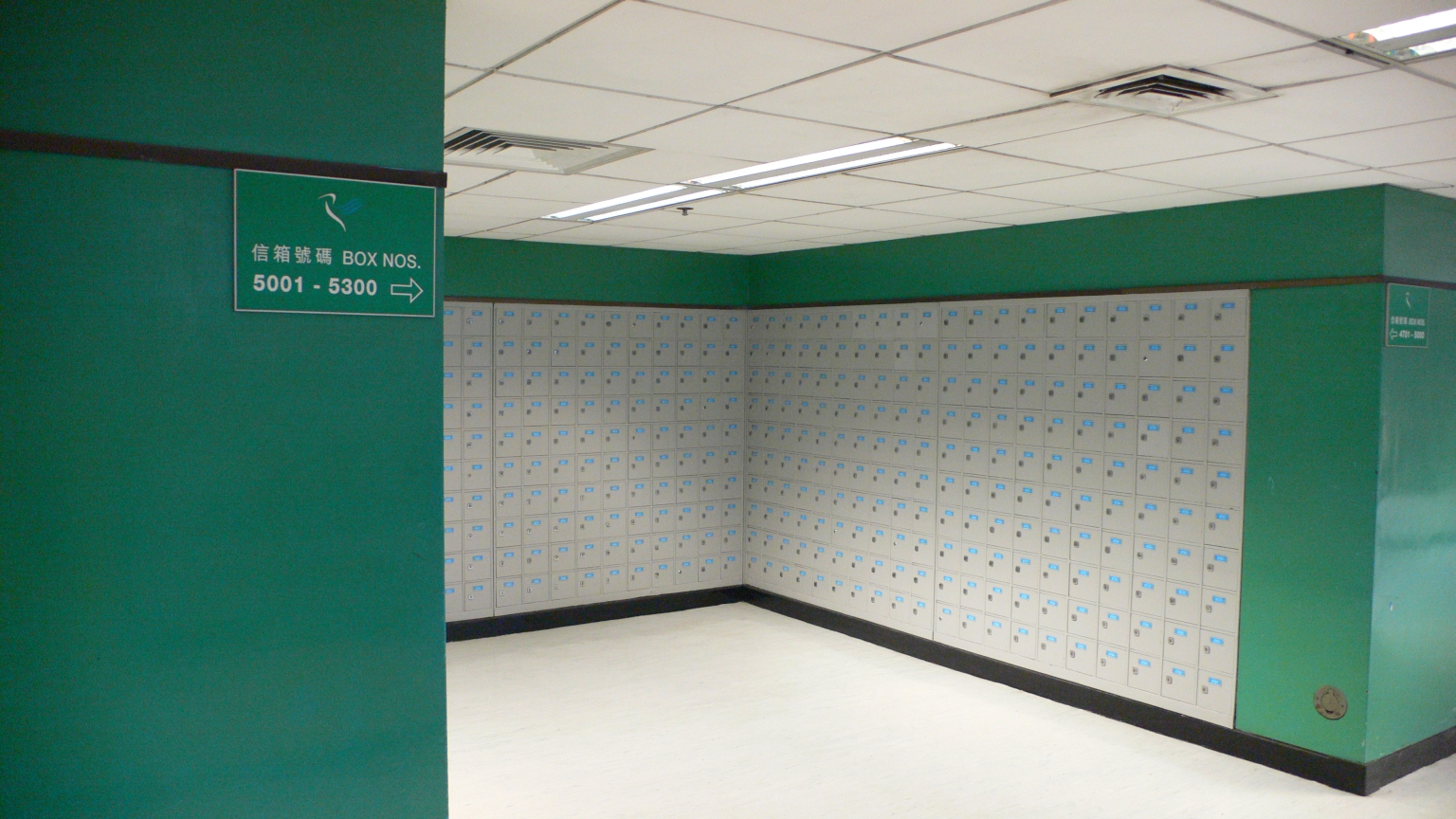
Абонементный почтовый шкаф на главном почтамте в Гонконге

## Выпуски почтовых марок

### Первые марки
Единая администрация КНР выпустила первые почтовые марки 8 октября 1949 года. Это была серия из четырёх марок (Sc #1—4) с изображением фонаря и Врат Небесного Спокойствия, посвящённая I сессии Народного политического консультативного совета Китая.
Первая стандартная серия появилась в феврале 1950 года (Sc #12—20). На марках были изображены Врата Небесного Спокойствия на фоне облаков. Вышло девять номиналов: от 200 долларов до 10 тысяч долларов. В течение следующего года в рисунок несколько раз вносились изменения (Sc #85—94), то же повторилось и в 1954 году (Sc #206—213). Так появились выпуски, которые филателисты называют со «второго» по «шестой». Каждый из них имеет незначительные отличия, например, вид облаков.
Почта сочла нужным прибегнуть к надпечатке новых номиналов на марках предыдущего правительства. Такие выпуски появились в марте (Sc #24—29) и августе 1950 года (Sc #49—56) и в мае 1951 года. Кроме того, в июле 1950 года были пущены в обращение остатки марок Дунбэя (северо-восточных провинций) (Sc #35—48), а в мае (Sc #30) и декабре 1950 года (Sc #77—84) — марки Восточного Китая.

### Последующие эмиссии
После денежной ревальвации 1 марта 1955 года, с целью пополнить коллекционные запасы, филателистическое агентство КНР подготовило репринты прежних марок, включая коммеморативные и специальные выпуски, вплоть до «физкультурной» серии 1952 года[≡]. Репринтные выпуски имели те же номиналы, что и оригинальные марки, но наблюдались небольшие отличия в рисунке или бумаге. Оцениваются они дешевле.
До начала 1960 года почти все марки выходили негуммированными, большинство выпущенных после этого миниатюр имеют прозрачный и почти невидимый клеевой слой. Водяные знаки практически не употреблялись.
Большинство гашёных марок КНР до 1970 года производилось с помощью фиктивного гашения (в листах; Cancelled-to-order). Начиная с 1987 года, почтовая служба Китая прекратила поставлять гашёные подобным образом марки на филателистический рынок. Попадающиеся гашёные экземпляры выпусков после 1987 года оцениваются столько же, сколько чистые, или дороже.
Поскольку Китай многие годы не входил в ВПС, он не указывал на своих марках название страны на латинице, как это делают государства-участники ВПС, хотя и использовал арабские цифры для обозначения номиналов. Надпись «CHINA» («Китай») появилась на знаках почтовой оплаты в 1992 году. Западные коллекционеры обычно различают ранние марки по серийным номерам в нижнем углу и по первому иероглифу в названии страны 中, «квадрат с вертикальной чертой», который визуально легко отличим от надписей, используемых другими азиатскими странами.

Примеры почтовых марок Китайской Народной Республики
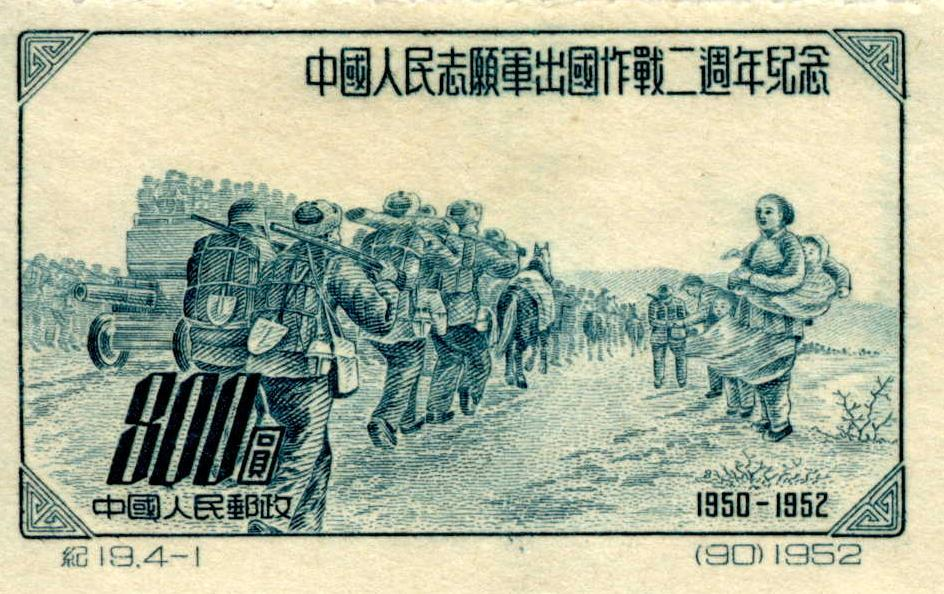
1952: вторая годовщина китайских добровольцев в Корее (Sc #171)
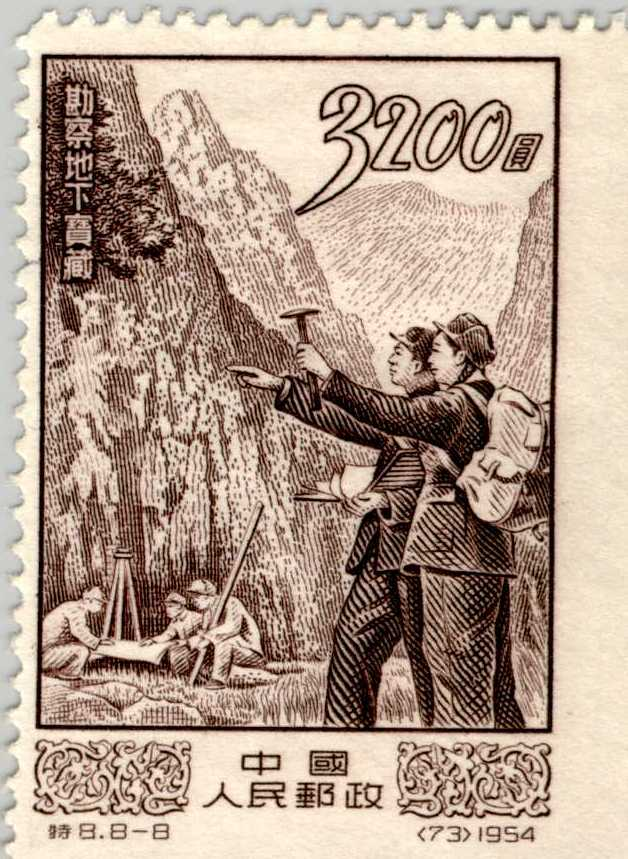
1954: геологоразведка в провинции Хубэй (Sc #221)
1955: астроном Чжан Хэн (78—139) (Sc #245)
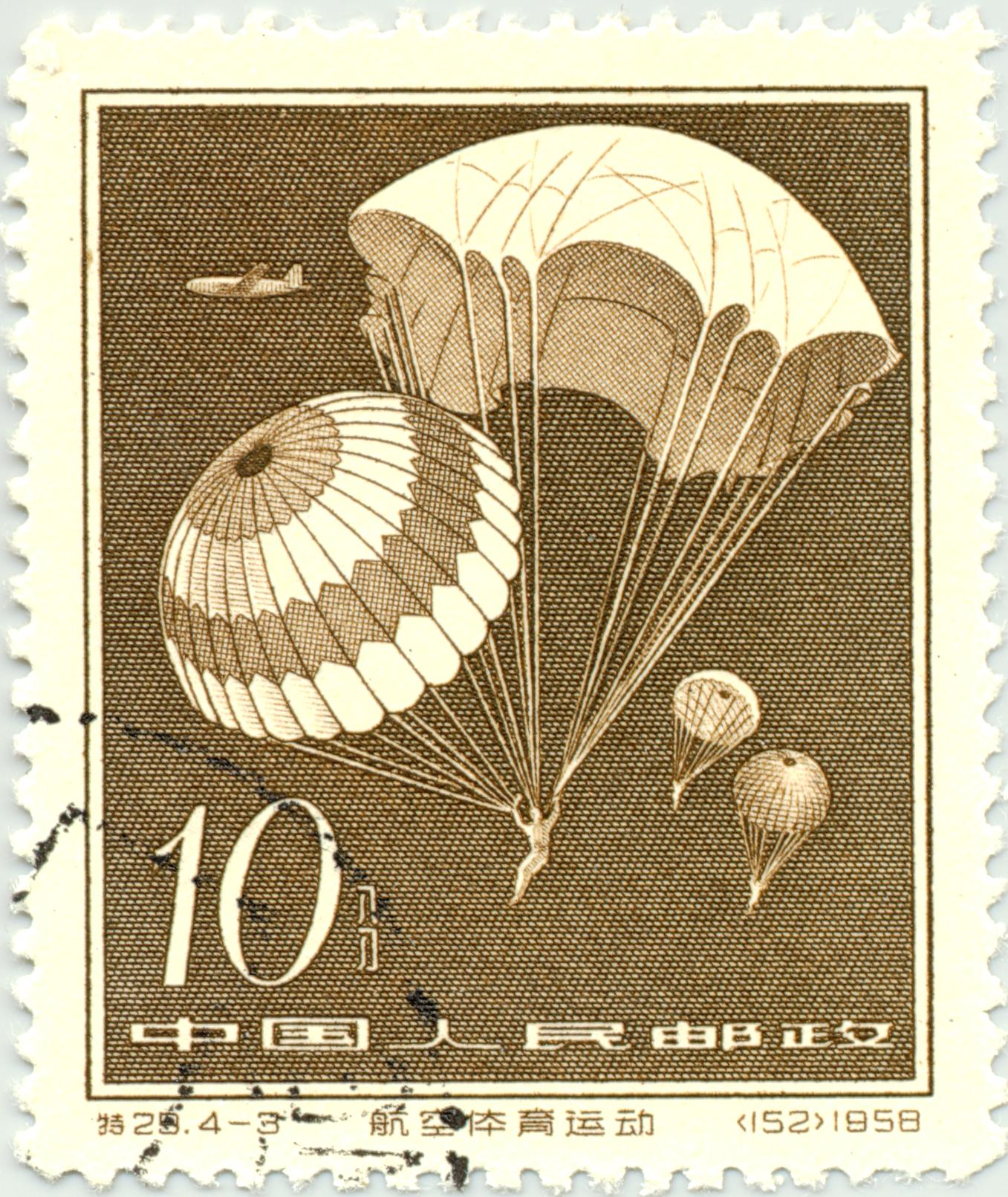
1958: парашютисты (Sc #396)

### Нумерация марок
Все ранние марки Китая (до образования КНР) не имели серийного номера. В 1949 году почта КНР впервые напечатала серийный номер на памятных и специальных марках, и с тех пор нумерация стала одной из отличительных характеристик марок КНР.
Новаторская практика присвоения номера каждому типу выпущенной марки, обычно проставляемого в нижнем левом углу, была инициирована начиная с первого выпуска из четырёх марок (Sc #1—4). К примеру, на марке номиналом в 800 долларов из серии «Голубь мира (Пикассо)» 1950 года (Sc #58) стоит номер «5.3—2», показывая, что это вторая марка из трёх в пятом выпуске почтовых марок Китая. Кроме того, после этих цифр в скобках указывается общее число выпущенных на текущий момент марок (нарастающим итогом), а с 1952 года — добавляется год выпуска. Эта практика действует только в отношении памятных и, начиная с 1951 года; специальных марок, на обычных стандартных марках никаких особых отметок нет. Система нумерации китайских марок варьирует по годам, причём она вообще не применялась в 1967—1970 годах (Sc #938—1046).

#### C- и S-серии
C-серия означает выпуски коммеморативных, или памятных, марок, а S-серия — специальные, или тематические, выпуски. Первый выпуск C-серии, C1, был сделан 8 октября 1949 года, а последний выпуск, C124, — 10 марта 1967 года. Первый выпуск тематической S-серии, S1, появился 10 октября 1951 года, а последний, S75, был издан 10 мая 1966 года. Формат нумерации C- и S-выпусков выглядит следующим образом. Например, для выпуска C124, «Боевое учение огненных бойцов», серийный номер марки записывается как «124.3—2». При этом использованное китайское слово (в виде аббревиатуры) означает, что данный выпуск памятный; «124» — это число, которое показывает его 124-й порядковый номер среди выпусков C-серии с самого начала; «3—2» означает, что всего в серии три марки, а эта марка − вторая в серии.
Дополнительно на марке можно найти обозначение «(405) 1967» мелкими буквами внизу с правой стороны. Эта нумерация означает, что марка была выпущена в 1967 году и имеет 405-й порядковый номер с начала выпуска марок C-серии.
Не все марки C- и S-серий имеют указание года; до выпусков C16 и S5 год не указывался.

#### W-серия
Марки W-серии выпускались общим числом 19 серий. Первая серия, W1, «Заветы Мао Цзэдуна» («Да здравствует непобедимый Мао Цзэдун»), была выпущена 20 апреля 1967 года; последняя, W19, «Смерть героя Цзинь Сюньхуа», посвящённая революционной молодежи, была выпущена 21 января 1970 года. Однако серийные номера на самой марке и на ряде последующих отсутствуют. Это был период китайской культурной революции, и прежняя нумерация была отменена. Позднее эти 19 серий стали обозначаться как W-серии.

#### N-серия
Марки N-серии (с серийными номерами) выпускались с 1 августа 1970 по 15 января 1973 года; общее количество эмитированных марок − девять. Они не имеют классификации как памятные или специальные марки и просто пронумерованы порядковым номером выпуска, напечатанным на марках мелко внизу.

#### J- и Т-серии
Выпуск марок J- и Т-серий был начат в 1974 году. Памятным маркам была присвоена буква J, а специальным тематическим выпускам — буква T. Как и раньше, номер проставлялся на марках мелким шрифтом внизу. Первый выпуск, J1, был издан 15 мая 1974 года, и последний, J185, появился 16 ноября 1991 года. Выпуск T1 состоялся 1 января 1974 года, а последний, T168, — 14 сентября 1991 года.

#### Номерные (хронологические) выпуски
С 1992 года все памятные и специальные марки нумеруются хронологически по годам и с номером выпуска. Выглядит нумерация следующим образом: например, в номере «1992—1 (2—1) Т» начальный блок цифр, «1992—1», означает календарный год и порядковый номер выпуска в течение данного года, цифры в скобках указывают на общее число марок в серии и порядковую позицию марки в серии, а буква T или J означает выпуск серий специальных или памятных (коммеморативных), соответственно.

#### Регулярные серии
Регулярные (стандартные) выпуски обозначались буквой R с порядковым номером очередной серии. Первый стандарт был выпущен в 1950 году, и последний был издан 1 января 2004 года. На самих марках серийный номер напечатан не был.

#### Авиапочтовые выпуски
Авиапочтовые марки выпускались для пересылки отправлений авиапочтой и нумеровались буквой A. Всего в Китае для целей авиапочты было эмитировано два выпуска: A1 — 1 мая 1951 года и A2 — 10 сентября 1957 года.

### Тематика
Сюжеты почтовых марок КНР отражают разнообразные темы. Многочисленные памятные выпуски посвящены партийным и государственным конференциям, другим событиям в жизни республики с момента провозглашения народного государства. Например, в июне 1952 года вышла «физкультурная» серия из 40 марок (Sc #141—150) с изображением физических упражнений, выполняемых под радиопрограмму. При этом были проиллюстрированы десять упражнений и каждому упражнению соответствовал квартблок, каждая марка которого показывала различные положения рук и ног при исполнении упражнения[^].
Некоторые китайские марки имеют непосредственное отношение к Советскому Союзу и России и тем самым являются объектами специальной области коллекционирования — «Россики». Так, в Квантуне в 1947—1949 годах Почтово-телеграфным управлением Порт-Артура и Дальнего (КНР) были эмитированы марки, которые посвящались Красной Армии, Октябрьской революции, В. И. Ленину, И. В. Сталину. Причём квантунская почтовая миниатюра, изданная 7 ноября 1949 года, стала первой ленинской маркой в Азии. Она выходила в рамках выпуска в ознаменование 32-й годовщины Октябрьской революции. На серо-зелёной марке номиналом в 10 юаней изображены портреты Сталина и Ленина (Sc #2L68). В Китае были также изготовлены ленинские картмаксимумы.

Примеры почтовых марок КНР на ленинскую и сталинскую тематики
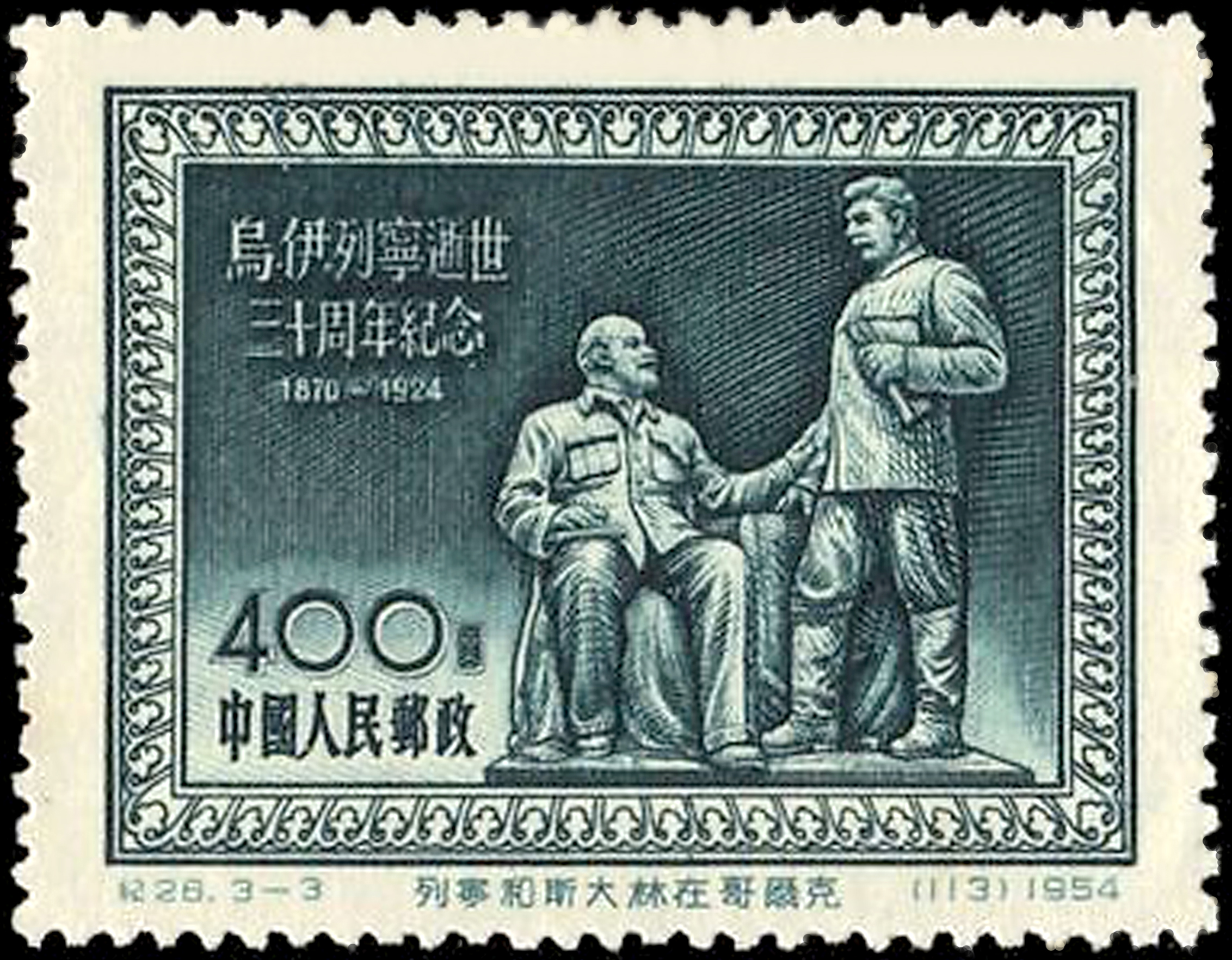
1954: 30-я годовщина смерти Ленина (Sc #222). Памятник Ленину и Сталину в Горках
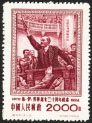
То же (Sc #224)
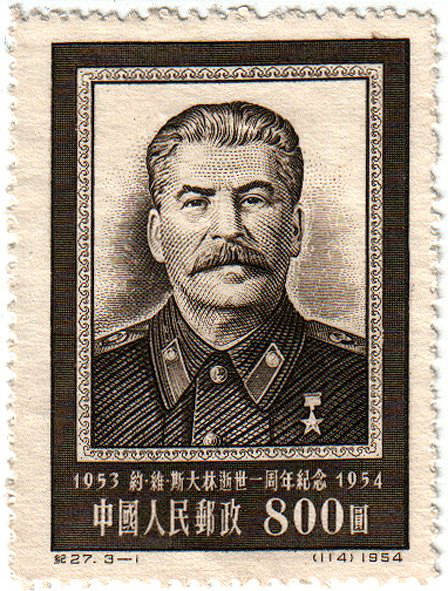
1954: первая годовщина смерти Сталина
 (Sc #232)

В 1950 году в КНР были изданы марки в честь советско-китайского Договора о дружбе[^]. Начиная с 1958 года Китай неоднократно отмечал на своих марках успехи советской космической программы. В серии из 56 марок, на которой изображены населяющие Китай народы, имеются миниатюры, посвящённые русским, эвенкам и татарам.

## Редкие и примечательные марки
Самой дорогой почтовой маркой мира 2009 года была признана миниатюра КНР «Вся страна красного цвета!», отпечатанная в 1968 году (Sc #999). На ней Тайвань не был закрашен красным цветом, что вызвало изъятие тиража из обращения и его уничтожение китайскими властями.
Ещё одной очень дорогостоящей китайской маркой является «Золотая обезьяна» 1980 года выпуска.

КНР (1968): «Вся страна — красная» (Sc #999) — самая дорогая марка мира 2009 года[8]
КНР (1980): «Золотая обезьяна» (Mi #1594)

## Коллекционирование
Знаки почтовой оплаты КНР представлены в альбомах, предназначенных для коллекционеров почтовых марок по странам мира, как, например, в альбоме «Collecta Trans World»:

Стилизованное изображение карты Юго-Восточной Азии на обложке альбома для марок «Collecta Trans World». КНР представлена в левой верхней части рисунка почтовой маркой 1953 года с портретом поэта Цюй Юаня